# Eupithecia biornata
Eupithecia biornata är en fjärilsart som beskrevs av Hugo Theodor Christoph 1867. Eupithecia biornata ingår i släktet Eupithecia och familjen mätare. Inga underarter finns listade i Catalogue of Life.